# Гільйотина
Гільйотина (фр. guillotine) — пристрій, який використовується для відтинання голови при здійсненні смертної кари. Широкої популярності і страшної слави цей пристрій набув під час Французької революції, коли під його лезом загинуло принаймні 15000 осіб. Винахід гільйотини помилково приписують доктору Жозефу Гійотену, який лише запропонував її використання, хоча як знаряддя для здійснення смертної кари гільйотина існувала до того часу вже декілька сторіч.
Усупереч легенді, сам ініціатор створення гільйотини Жозеф Гійотен не гільйотинований, а помер своєю смертю 1814 року. Його родичі довгий час намагалися домогтися перейменування гільйотини, проте зазнали невдачі, після чого вирішили змінити прізвище.
Інше вужче значення слова «гільйотина» — технічний пристрій з аналогічним по конструкції лезом для розрізання металів.
«Тимчасове знаряддя гуманної страти» проіснувало у Франції 185 років, позбавивши життя короля з королевою, революціонерів, засновника сучасної хімії, а також тисячі уявних і справжніх злочинців. Уявлення про гуманізм в різні епохи розвитку людської цивілізації розрізнялися дуже серйозно. Зараз досить важко уявити, але така «машина смерті» як гільйотина з'явилася на світ з найбільш гуманних міркувань.

## Перші відомі застосування гільйотини

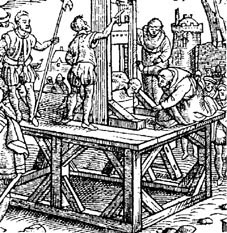
Перше документально підтверджене використання гільйотини 1307 року в Ірландії

Коли точно з'явився пристрій, який тепер називається гільйотиною, не відомо, однак нема сумніву в тому, що подібний пристрій застосовували в Європі принаймні декілька сторіч перед народженням доктора Гійотена, від кого пішла його назва.
Гільйотина як пристрій функціонував у Німеччині, Великій Британії і Італії ще до 1300 року, але не існує точних документальних свідоцтв цього. Перше задокументоване використання гільйотини датується 1307 роком. Саме цього року, згідно з Голіндшедською хронікою, виданою 1577 року, пристрій, подібний до гільйотини, використовувався 1 квітня 1307 року при страті Мердока Баллага в місті Мертон в Ірландії.

## Гільйотина під час Французької революції

Гільйотинування Людовіка XVI

3 травня 1791 питання смертної кари знову з'являється на порядку денному парламенту. Депутат парламенту Луї Пелетьєр вносить на розгляд пропозицію, в якій  вимагає повної і беззаперечної заборони смертної кари. Ця пропозиція отримує підтримку інших членів парламенту, зокрема таких впливових революціонерів як Максиміліан Робесп'єр, Оноре Габрієль Мірабо та інших. Хоча пропозиція й отримала підтримку деяких депутатів, значною більшістю парламент висловився все ж таки за збереження смертної кари, і 1 червня приймає постанову, в якій смертна кара була означена як просте «позбавлення життя» без тортур і приниження. 3 червня, оскільки питання скасування смертної кари було вже знято з порядку денного, вноситься інша пропозиція, що засудженому на смерть відтепер відтинатимуть голову, і таке положення було внесене й затверджене в кримінальному кодексі.
Оскільки спосіб страти вже був законодавчо вирішений, то постало питання яким саме чином відтинати голову. Офіційний судовий кат Сансон надсилає запит у парламент, аби точно встановити процедуру страти, яка б відповідала постулатові про страту без жодного страждання.

## Останні приклади використання
Національні збори Франції доручили розробку такої машини відомому своїми працями з хірургії доктору Антуану Луї. Доктор Луї створив ескізи креслень машини, а втілення їх у життя лягло на плечі німецького механіка Тобіаса Шмідта, якому допомагав знаменитий паризький кат Шарль Анрі Сансон.
Головною деталлю гільйотини був важкий косий ніж, який по напрямних з висоти 2–3 метрів падав на зафіксовану спеціальним пристроєм шию засудженого. Тіло жертви фіксувалося на спеціальній лаві, після чого кат натискав важіль, і ніж, що падав, ставив крапку в житті злочинця.
Нова машина була затверджена Національною Асамблеєю Франції як знаряддя страти 20 березня 1792 року.
Перша страта зі застосуванням гільйотини відбулася в Парижі 25 квітня 1792 року, коли за свої злочини головою заплатив убивця Жан Ніколя Пелітьє.
Глядачів, які зібралися подивитися на нове видовище, воно розчарувало своєю швидкоплинністю. Однак потім почалася епоха революційного терору, яка щедро компенсувала швидкоплинність кількістю страт. На піку революційної боротьби страчували до 60 осіб на день. А революційна армія Франції, вирушаючи в похід для упокорення бунтівників, везла зі собою похідні гільйотини.
На рубежі XVIII—XIX століть вчені вважали, що відрубана голова живе ще від 5 до 10 секунд. Тому кат брав відсічену голову і демонстрував її натовпу, щоб страчений встиг побачити, як потішається над ним публіка.
До середини XIX століття в Європі гільйотина використовувалася мало, оскільки її пов'язували з французьким «революційним терором». Потім, однак, у багатьох країнах вирішили, що гільйотина — це дешево, надійно і практично.
Особливо активно гільйотину використовували в Німеччині. За часів правління Гітлера за її допомогою було страчено приблизно 40 тисяч учасників Опору. Пояснювалося це просто — оскільки бійці Опору не були солдатами регулярної армії, їх замість розстрілу «неблагородно» страчували як кримінальних злочинців.
Гільйотина як засіб страти використовувалася в післявоєнній Німеччині, як у ФРН, так і в НДР, причому на Заході від неї відмовилися у 1949 році, а на Сході — лише 1966 року.
Найбільш «трепетне» ставлення до гільйотини зберігалося у Франції, де порядок страти на ній не змінювався з моменту закінчення епохи «революційного терору» до повного скасування смертної кари.

## Страта за розкладом
Підготовка до страти починалася о 02:30 ночі. Протягом години кат і його помічники приводили механізм у робочий стан, проводили його перевірку.
О 03:30 ранку директор в'язниці, адвокат, лікар і інші офіційні особи відправлялися в камеру до засудженого. Якщо той спав, директор в'язниці будив його і проголошував:
|  | Ваше прохання про помилування відхилено, вставайте, готуйтеся до смерті! |

Після цього засудженому дозволяли справити природні потреби, вручали спеціально приготовлені сорочку і піджак. Далі в супроводі двох поліцейських його переводили до кімнати, де він міг написати прощальну записку рідним або будь-яким іншим особам.
Потім засуджений отримував кілька хвилин на спілкування зі священиком. Щойно той завершував обряд, поліцейські передавали засудженого до рук помічників ката. Ті знімали з нього піджак, зв'язували руки за спиною і ноги, після чого саджали на табурет.
Поки один з помічників ката ножицями зрізав комір сорочки, засудженому пропонувався стакан рому і сигарета. Щойно з цими формальностями закінчували, помічники ката підхоплювали жертву і переносили до гільйотини. Все займало лічені секунди  — засудженого клали на лаву, шию фіксували в пазах, і кат натисканням важеля приводив вирок у виконання. Тіло жертви з лави негайно скидали в приготований ящик із субстанцією, що поглинає кров. Слідом туди ж відправляли і голову. Весь процес завершувався приблизно о 04:00 ранку.

## Скасування гільйотини
Останньою публічною стратою у Франції стала страта Ойгена Вейдман, вбивці 7 чоловік, що сталася 17 червня 1939 року у Версалі. Страта затрималась за часом і сталася о 04:50 ранку, коли вже розвиднілося. Це дозволило настирливим операторам кінохроніки зафіксувати її на плівку.
Непристойна поведінка натовпу і журналістів під час страти Ойгена Вейдман змусила владу Франції відмовитися від публічних страт. З того моменту і до скасування смертної кари загалом процедура здійснювалася в закритих внутрішніх двориках в'язниць.
Останньою людиною, страченою у Франції на гільйотині, 10 вересня 1977 року був туніський іммігрант Хаміда Джандубі, засуджений на смерть за тортури своєї знайомої, 21-річної Елізабет Буську.
У 1981 році президент Франції Франсуа Міттеран підписав закон, який скасовує застосування смертної кари в країні.
Останній державний кат Франції Марсель Шевальє помер у 2008 році. Марсель Шевальє, який успадкував посаду державного ката від свого дядька, мав намір згодом передати її своєму синові Еріку, який працював помічником на стратах, що проводилося батьком. Однак трудова династія французьких катів перервалася у зв'язку зі скасуванням професії.

## Найбільш відомі французькі жертви гільйотини
- Людовик XVI
- Марія-Антуанетта
- Шарлотта Корде
- Антуан Барнав
- Жан-Сільвен Байї
- Жорж Жак Дантон
- Антуан Лоран Лавуазьє
- Максиміліан Робесп'єр
- Жорж Кутон
- Луї Антуан Сен-Жуст
- Матьє Журдан
- Жан-Луї Верже
- Каміль Демулен
- Антуан Фук'є-Тенвіль